# Корсинская колония серой цапли
Корсинская колония серой цапли — зоологический памятник природы регионального значения, расположенный в Арском районе Республики Татарстан на левом склоне долины реки Кисьмесь к северо-востоку от деревни Средняя Корса.

## История
Впервые объект описан известным русским зоологом Михаилом Дмитриевичем Рузским в 1893 году.
Постановлением Кабинета Министров Республики Татарстан от 23 июля 1991 года N 313 на территории сельского кладбища площадью 0,5 га была выделена особо охраняемая природная территория «Корсинская колония серой цапли».

## Описание
Памятник природы представляет собой крупную колонию серой цапли (Árdea cinérea), расположенную на старовозрастных деревьях сельского кладбища. В 1991 году здесь были выделены около 60 гнёзд птиц этого вида в сообществе с колонией грачей (более 120 гнёзд) и певчих птиц. Также отмечены пустельга и ушастая сова, занесённые в Красную книгу Республики Татарстан.
Средняя и восточная части погоста сильно поросли кустарниками и травостоем. Среди растительности — берёза повислая, сосна, ель, липа, вяз, клён. Подлесок состоит из рябины, крушины ломкой, бузины, малины. Травостой представлен доминирующими видами: иван-чай, крапива двудомная и жгучая, хвощ полевой.
Помимо научного имеет также историческое значение, как объект, имеющий 100-летнюю историю изучения.